# Bitwa pod Refidim
Bitwa pod Refidim – biblijna bitwa pomiędzy Izraelitami a Amalekitami, do której doszło w oazie Refidim podczas wędrówki narodu wybranego z Egiptu do Ziemi Obiecanej. Starcie zostało opisane w Księdze Wyjścia.

## Bitwa według Biblii
Według Księgi Wyjścia (Wj 17,8-13), gdy po wydostaniu się z Egiptu Izraelici obozowali w Refidim, doszło do konfliktu z plemieniem Amalekitów. Wojskiem Izraelitów dowodził Jozue. Mojżesz w towarzystwie Aarona i Chura obserwował starcie z góry, trzymając wzniesione ręce. Izraelici mieli przewagę militarną, póki Mojżesz trzymał ręce w górze, a kiedy ze zmęczenia je opuszczał, zaczynali przegrywać. Gdy się zmęczył, jego towarzysze posadzili go na kamieniu i podparli mu ręce. Bitwa trwała do wieczora, aż zakończyła się zwycięstwem Izraelitów. 
Jahwe zapowiedział zagładę Amalekitów i wezwał Izrael do wytępienia ich, gdy Izrael dozna pokoju od swoich nieprzyjaciół (Wj 17,14; Pwt 25,19). Była to pierwsza bitwa z kilku konfliktów zbrojnych pomiędzy Amalekitami a Izraelitami na przestrzeni kilkuset lat opisana w Biblii (Lb 14,43-45; Sdz 3,13; 7,12; 1Sm 15,33; 27,8-11; 1Krn 4,41-43).

## Stan badań
Według niektórych badaczy, zwolenników południowej trasy wędrówki Żydów, Refidim (utożsamiane z wadi Fajran na Synaju) to jedyna oaza w regionie, położona wśród gór. Już w starożytności koczownicy przeprowadzali tu bydło do wodopoju. W czasie, gdy Izraelici wędrowali do Kanaanu, w pobliżu Refidim natrafili na Amalekitów, zamieszkujących północny Synaj i Negew.
Biblia mówi, że na krótko przed wybuchem konfliktu naród wybrany cierpiał z powodu niedostatku wody. Otrzymał ją w cudowny sposób, gdy Mojżesz uderzył laską w skałę. Zdarzenie to nie ma jednolitej interpretacji naukowej. Według Alfreda Tschirschnitza laska Mojżesza była różdżką do szukania źródeł podziemnych. Werner Keller skłania się do tego, że uderzenie Mojżesza spowodowało rozłupanie skorupy wapiennej, pokrywającej porowate skały, przez które sączyła się woda. Swój sąd opiera na wspomnieniach brytyjskiego gubernatora Synaju – Claude'a Scudamore'a Jarvisa, który w latach trzydziestych XX wieku obserwował poszukiwania wody w regionie przez swój oddział.
Według Williama Petriego Amalekici próbowali nie dopuścić Izraelitów do oazy. Swoje przypuszczenia opiera na badaniach klimatu, który od czasów Mojżesza pozostał prawie niezmieniony, stąd też wnioskuje, że liczba mieszkających tu nomadów na przestrzeni tysiącleci również pozostawała na zbliżonym poziomie i oscylowała wokół pięciu-siedmiu tysięcy osób. Biorąc też pod uwagę biblijny opis bitwy, a zwłaszcza to, że ostateczny jej wynik nie był rozstrzygnięty do wieczora, liczba walczących po obu stronach musiała być zbliżona, czyli Izraelitów było około sześciu tysięcy osób. Wynikiem starcia było uzyskanie przez intruzów dostępu do oazy.
XIX-wieczny badacz i komentator Biblii Aleksandr Łopuchin, powołując się na Księgę Powtórzonego Prawa (Pwt 25, 17–18), uważał, że Amalekici nie zaatakowali całego plemienia Izraelitów, lecz wpierw przypuścili atak rabunkowy na wyczerpaną podróżą i pozostającą z tyłu część wędrowców. Mojżesz, aby chronić swój naród, wezwał do walki wiernych mu ludzi pod wodzą Jozuego, a słowa o tym, że będzie trzymał w górze laskę Boga, mogły być wyrazem jego przekonania o zwycięstwie w nadchodzącej bitwie, bowiem będą walczyli pod sztandarem Boga. Podczas starcia Mojżeszowi towarzyszyli, zgodnie z tradycją żydowską (przekazaną przez Józefa Flawiusza), najbliżsi krewni – Chur i Aaron. Bitwa zakończyła się zwycięstwem Izraelitów. Księga Wyjścia wzmiankuje o klątwie-karze, rzuconej na wrogów narodu wybranego. Amalekici mieli zostać wymazani z kart historii. Klątwa o podobnym wydźwięku została zapisana też w Księdze Jeremiasza (Jr 2,3). Po sukcesie militarnym został wzniesiony ołtarz, którego nazwa nawiązuje do trzymanej przez Mojżesza laski – Jahwe-Nissi (hebr. יְהוָה נִסִּי) – oznaczającej „Jahwe jest moim sztandarem”.
Zdaniem Hansa-Christopha Schmitta opis biblijny nie odnosi się do żadnego wspomnienia z wczesnej historii Izraela. Uzasadnia to obecnością w opisie osób Jozuego i Aarona, którzy pojawiają się najwcześniej w tradycjach biblijnych z okresu królestwa. Według badacza opis biblijny jest autorstwa redaktora deuteronomistycznego i pochodzi z okresu wygnaniowo-powygnaniowego. Jest to opowiadanie pouczające, bazujące na doświadczeniach, których Izrael doznał wielokrotnie w ciągu swej historii. Wyraża ono myśl, że Izrael w konfrontacji z wrogami polegać nie może na sile militarnej, a jedynie na mocy Bożej, okazywanej dzięki modlitwie. Według Volkmara Fritza sformułowany zgodnie z ideologią świętej wojny werset Wj 17,16 może pochodzić z wcześniejszego okresu niż sam opis bitwy, niemniej, podobnie jak inne tradycje negatywnie odnoszące się do Amalekitów, opiera się już na doświadczeniach z okresu królestwa.
Z tradycyjną interpretacją, według której podniesienie rąk przez Mojżesza uważano za przejaw modlitwy, polemizował John Van Seters, wskazując, że w tekście nie ma wprost mowy o modlitwie. Uważał on, że gest Mojżesza, podobnie jak wzniesienie oszczepu przez Jozuego w Joz 8,18-26, należy rozumieć jako praktykę magiczną (o czym świadczyć ma pewien automatyzm działania), wtórnie zinterpretowaną religijnie. Z takim poglądem polemizował Hans-Christoph Schmitt, wskazując, że takie ujęcie u deuteronomistycznego autora byłoby nieprawdopodobne; jego zdaniem paraleli szukać należy w 1 Sm 7,2–13, gdzie Izrael odnosi zwycięstwo dzięki nieustannej modlitwie Samuela.